# Ицел
Ицел/Икел Марциан (лат. Servius Sulpicius Icelus Marcianus) — раб-вольноотпущенник Гальбы, торговец и политик, живший в Древнем Риме во время I века н.э.
Ицел выступил против Нерона и поддерживал притязания Гальбы как императора; был арестован Нероном, но отпущен, когда восстание распространилось на Рим. Известен тем что доехал из Рима в Клунию (Испания) за 7 дней, чтобы сообщить о смерти Нерона Гальбе, который пожаловал ему золотой перстень всадника и имя Марциан.
Ицел взял двух своих наилучших рабов и велел им выучить поэмы «Иллиада» и «Одиссея». На своём пиру Ицел приказал начать «Иллиаду», но в ответ услышал, что раб заболел и не может встать с ложа.
Согласно Гаю Светонию Гальба и Ицел были любовниками. Ицел был одним из трёх близких советников Гальбы, наряду с Титом Винием, бывшим легатом в Испании, и Корнелием Лаконом, префектом претория и бывшим судебным заседателем, которых в народе прозвали «дядьками» (англ. three рedagogues), они жили с Гальбой во дворце и имели на него сильное влияние, что плохо повлияло на его популярность.
В год четырёх императоров, после смерти Гальбы Ицел и Корнелий Лакон и выступили против кандидата, поддерживаемого Титом Винием — Отона, по приказу которого Ицел впоследствии был казнён.